# 霍氏甲鯰
霍氏甲鯰，為輻鰭魚綱鯰形目甲鯰科的其中一種，為溫帶淡水魚，分布於南美洲阿根廷淡水流域，體長可達11.8公分，棲息在底層水域，生活習性不明。

## 扩展阅读
維基物種上的相關：霍氏甲鯰